# Îles Hanish
Les îles Hanish (en arabe : جزر هانيش), sont un archipel du Yémen et d'Érythrée baigné par la mer Rouge.

## Géographie

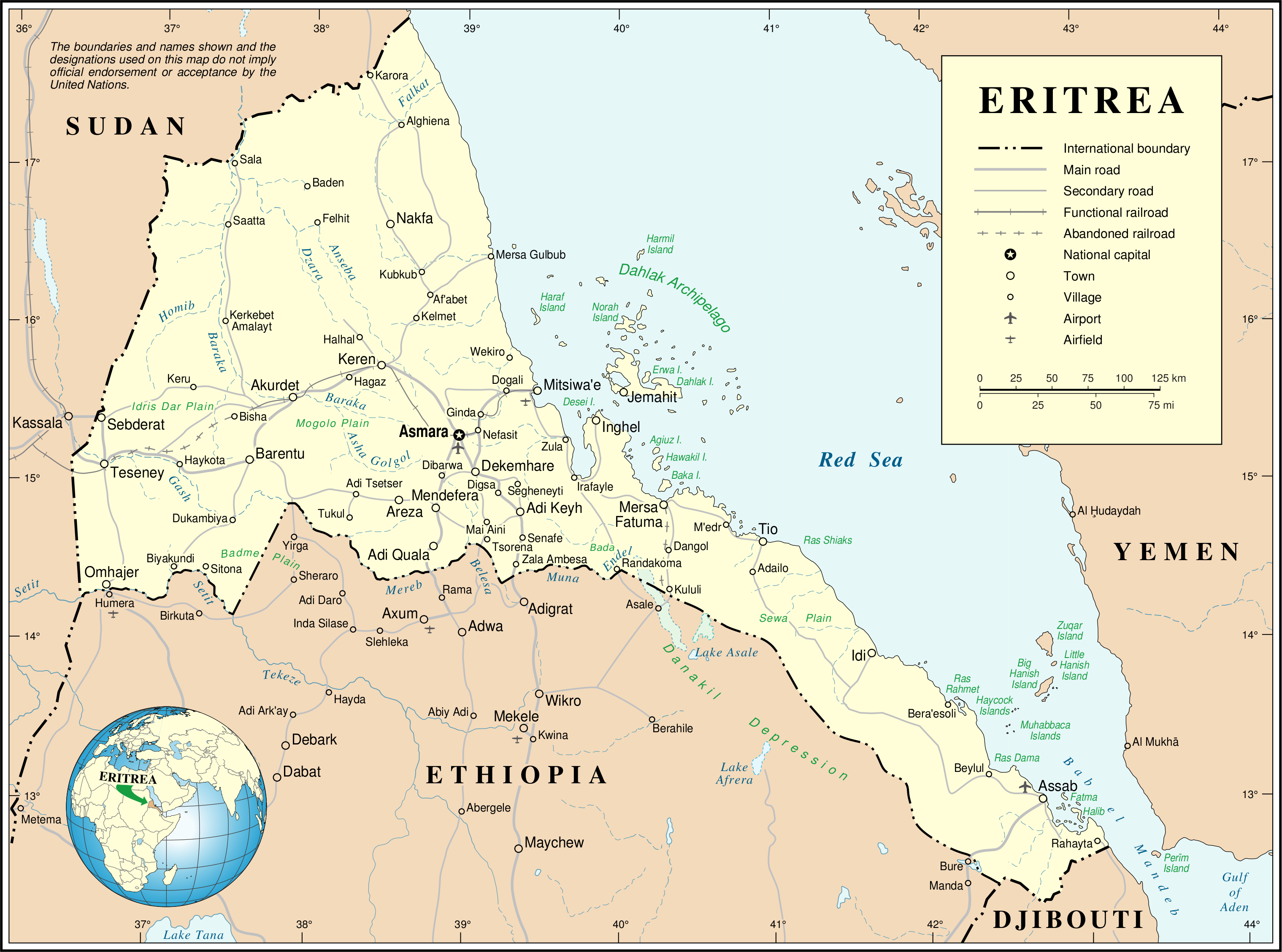
Carte de l'Érythrée montrant les îles Hanish.

L'archipel des îles Hanish est situé dans la mer Rouge, à mi-chemin entre les côtes africaines et arabiques, entre le Yémen à l'est et l'Érythrée à l'ouest auquel elles appartiennent, au nord du détroit de Bab-el-Mandeb. Bien que située à mi-distance des côtes asiatiques et africaines, ces îles sont considérées comme faisant partie de l'Asie en raison de leur position sur le talus continental bordant l'Arabie.
Environ 23 îles et îlots composent cet archipel qui s'étire du nord au sud autour de deux îles principales : l'île Grande Hanish et l'île Zuqar. Ces îles d'origine volcanique sont soumises à un climat désertique ce qui les prive de végétation dense.

## Histoire
Les îles Hanish étaient réclamées par le Yémen jusqu'en 1923, date à laquelle elles furent administrées par la colonie italienne d'Érythrée. En 1941, face à la défaite des forces armées coloniales italiennes, les îles passent sous contrôle britannique qui les érigent en protectorat. À partir des années 1970, l'Éthiopie (qui a annexé l'Érythrée) et le Yémen réclament chacun la souveraineté de la totalité de l'archipel. L'Éthiopie justifie le contrôle de ces îles par le fait que l'archipel, en particulier l'île Zuqar, est utilisé comme base arrière par les rebelles érythréens qui organisent des attaques contre l'armée éthiopienne.
Au moment de l'indépendance de l'Érythrée en 1991, cette dernière reprend le relais de l'Éthiopie et tente de conquérir par la force les îles en 1995, entraînant une crise militaire du 15 au 17 décembre 1995. Le cas est alors déposé devant la Cour internationale de justice (CIJ) de La Haye qui rend son verdict le 9 octobre 1998 : le Yémen obtient la souveraineté sur la quasi-totalité de l'archipel à l'exception de quelques petits îlots dans le sud-ouest de l'archipel qui reviennent à l'Érythrée.
L'Érythrée ne reconnait pas le verdict de la CIJ de La Haye, et revendique toujours la souveraineté sur cet archipel.